# Yasuaki Yamasaki
Yasuaki Yamasaki (Tóquio, 2 de outubro de 1992) é um jogador de beisebol japonês, que joga na posição de arremessador (pitcher).

## Carreira
Yamasaki compôs o elenco da Seleção Japonesa de Beisebol nos Jogos Olímpicos de Verão de 2020 em Tóquio, onde conquistou a medalha de ouro após derrotar a equipe dos Estados Unidos na final da competição por 2–0.